# 巴格拉季昂站
巴格拉季昂站（羅馬化：Bagrationovskaya）是一個莫斯科地鐵車站，位於菲利線的地面部分。

## 外部連結
- metro.ru （页面存档备份，存于）
- mymetro.ru
- KartaMetro.info （页面存档备份，存于） — Station location and exits on Moscow map (English/Russian)